# Stanin (gmina)
Pour les articles homonymes, voir Stanin.
Stanin est une gmina rurale (gmina wiejska) du powiat de Łuków, dans la Voïvodie de Lublin, dans l'est de la Pologne.
Son siège administratif (chef-lieu) est le village de Stanin, qui se situe environ 14 kilomètres (km) au sud-ouest de Łuków (siège du powiat) et 74 kilomètres au nord de la capitale régionale Lublin (capitale de la voïvodie).
La gmina couvre une superficie de 160,25 km2 pour une population de 9 789 habitants en 2006.

## Histoire
De 1975 à 1998, la gmina est attachée administrativement à l'ancienne Voïvodie de Siedlce.

Depuis 1999, elle fait partie de la nouvelle voïvodie de Lublin.

## Géographie
La gmina inclut les villages (sołectwa) de:

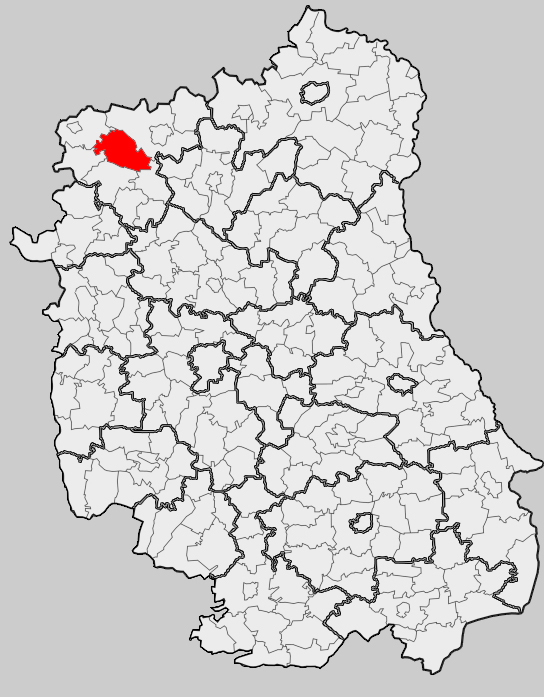
Position de la gmina dans la voïvodie

- Aleksandrów
- Anonin
- Borowina
- Celiny Szlacheckie
- Celiny Włościańskie
- Gózd
- Jarczówek
- Jeleniec
- Jonnik
- Józefów
- Kierzków
- Kij
- Kopina
- Kosuty
- Lipniak
- Niedźwiadka
- Nowa Wróblina
- Nowy Stanin
- Ogniwo
- Piaski
- Sarnów
- Stanin
- Stara Gąska
- Stara Wróblina
- Tuchowicz
- Wesołówka
- Wnętrzne
- Wólka Zastawska
- Zagoździe
- Zastawie

### Gminy voisines
La gmina de Stanin est voisine des gminy de:
- Krzywda
- Łuków
- Stoczek Łukowski
- Wojcieszków
- Wola Mysłowska

## Structure du terrain
D'après les données de 2002, la superficie de la commune de Stanin est de 160,25 kilomètres carrés, répartis comme telle :
- terres agricoles : 76 %
- forêts : 17 %

La commune représente 11,49 % de la superficie du powiat.

## Démographie
Données du 31 décembre 2005:
| Description        | Total  | Total | Femmes | Femmes | Hommes | Hommes |
| ------------------ | ------ | ----- | ------ | ------ | ------ | ------ |
| Unité              | Nombre | %     | Nombre | %      | Nombre | %      |
| Population         | 9 807  | 100   | 4 844  | 49,4   | 4 963  | 50,6   |
| Densité (hab./km²) | 61,7   | 61,7  | 30,5   | 30,5   | 31,2   | 31,2   |